# 76 mm pukovnijski top M1943
76 mm pukovnijski top M1943, sovjetski top korišten za neposrednu potporu pješaštvu. Koristio je cijev 76 mm M1927 te podvozje s 45 mm M1942 (M-42). Namijenjen je neutraliziranju lakih utvrđenja te žive sile na otvorenome. S HEAT streljivom imao je i ograničenu protuoklopnu sposobnost.